# The Rise and Fall of Ziggy Stardust and the Spiders from Mars
The Rise and Fall of Ziggy Stardust and the Spiders from Mars oder kurz Ziggy Stardust ist ein Konzeptalbum von David Bowie. Es erschien im Juni 1972, avancierte zum Top-10-Album in einigen europäischen Ländern sowie weltweiten Chartalbum und Millionenseller und lieferte den Stoff für den Dokumentarfilm Ziggy Stardust and the Spiders from Mars von D. A. Pennebaker aus dem Jahr 1973.

## Hintergrund
Die Erstveröffentlichung von The Rise and Fall of Ziggy Stardust and the Spiders from Mars erfolgte am 6. Juni 1972 bei RCA Records. Das Album erschien in seiner Originalausführung als LP mit elf Titeln (Katalognummer:  CL 13 843). Die Singleauskopplung Starman erschien als Ausblick auf das Album bereits am 14. April 1972.
Das Album erzählt die Geschichte von Ziggy Stardust, dem Sinnbild eines promiskuitiven, von Drogenexzessen gezeichneten Rockstars, dessen Anliegen an die Menschheit, die Verkündung der Botschaft von Liebe und Frieden, letztlich an seinem ausschweifenden Lebensstil scheitert, der ihn mit den Fans entzweit und in einen persönlichen Abgrund führt. Parallelen zu Bowies Lebensstil in den eingehenden 1970er Jahren sowie zum Archetyp des verdammten Messias sind naheliegend. Bowie selbst gibt an, als Hauptinspiration von dem exzentrischen Rockmusiker Vince Taylor ausgegangen zu sein.

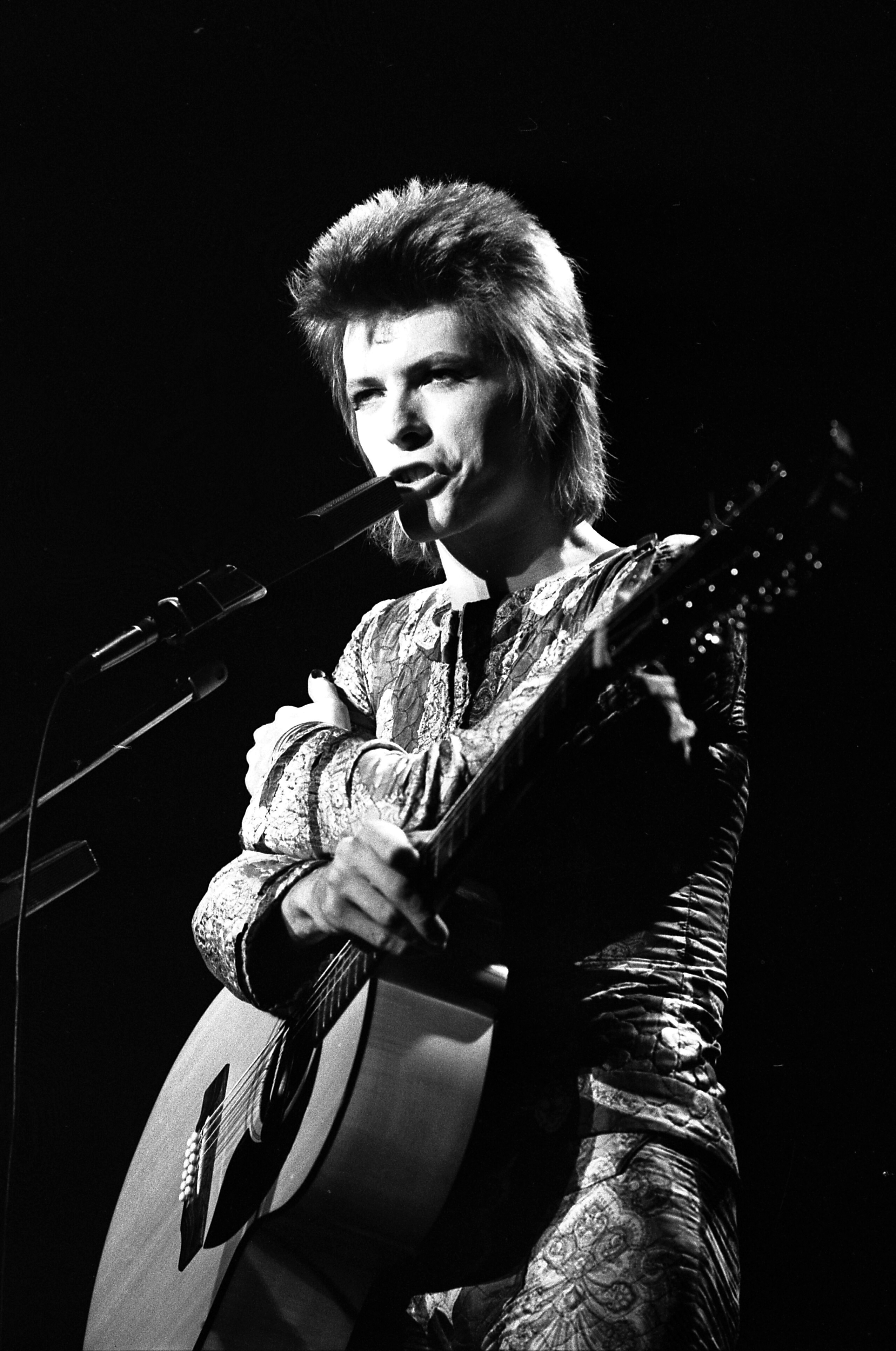
David Bowie als Ziggy Stardust in Los Angeles (1972)

Bei Konzerten schlüpfte Bowie androgyn geschminkt, dekadent bekleidet und mit rot gefärbten Haaren in die Rolle des Ziggy Stardust. Er trat mit einer Band auf, die sich, angelehnt an die fiktive Begleitband seiner Figur, Spiders from Mars nannte. Als schicksalsträchtig gilt das letzte Konzert von Bowie in dieser Rolle im Londoner Hammersmith Odeon am 3. Juli 1973, bei dem Bowie nicht nur das Ende von Ziggy Stardust, sondern auch das seiner eigenen Karriere erklärte und zudem unangekündigt seine gesamte Band entließ.
Herkunft und Bedeutung des Namens sind nicht umfassend geklärt. Bowie selbst verwies anfangs auf eine Londoner Schneiderei namens Ziggy’s und wandte dazu ein, dass Kleidung zu den Themen zählt, mit denen er sich auf dem Album befasst. Später merkte er gegenüber dem Rolling Stone an, Ziggy sei einer der wenigen Vornamen mit dem Anfangsbuchstaben Z gewesen, die ihm ins Gedächtnis gekommen seien. Möglich ist weiterhin eine Anspielung auf den Musiker Iggy Pop und das Modell Twiggy, die beide zu Bowies Freunden zählten. Stardust geht zurück auf den Countrysänger Norman Carl, bekannt als Legendary Stardust Cowboy, der damals wie Bowie bei Mercury unter Vertrag stand. 30 Jahre später coverte Bowie dessen Song I Took a Trip on a Gemini Spaceship auf seinem Heathen-Album.
Das ursprüngliche Albumcover zeigt einen Schauplatz in der Londoner Heddon Street, der sich später, ähnlich wie zuvor der Abbey-Road-Zebrastreifen der Beatles, zu einem Pilgerort für Fans entwickelte. Die auf der Rückseite abgebildete Telefonzelle wurde 1998 entfernt, später dann durch ein Replikat ersetzt.
Zum dreißigjährigen Jubiläum des Albums wurden im Juli 2003 vier ausgewählte Stücke des Albums mit Hilfe eines Hochleistungslasers in weit entfernte Regionen des Weltraums ausgesendet. Die Titel waren von Fans im Rahmen einer Online-Umfrage zusammengestellt worden, man entschied sich für Five Years, Starman, Ziggy Stardust und Rock ’n’ Roll Suicide.

## Stil und Einflüsse
Das Album weist mit prägnanten Hardrock-Gitarrenriffs und eingängigen Refrains die bestimmenden Merkmale des Glam Rock auf, beeinflusst durch Genrepioniere wie T. Rex und Mott the Hoople. Einen entscheidenden Beitrag zum neuen Soundgewand leistete Bowies Gitarrist Mick Ronson, der vielen Songs durch sein einprägsames Spiel den Stempel aufdrückte und auch als Pianist und Arrangeur hervortrat. Stärker als die Vorgängeralben, die sich mehr von psychedelisch-experimentellen Anklängen bestimmt zeigten, wandte sich Ziggy Stardust an das Massenpublikum, jedoch ohne dabei ganz auf innovative Aspekte zu verzichten. Titel wie Starman, Suffragette City, Five Years, Lady Stardust und Ziggy Stardust stehen an der Schwelle zwischen Poprock und Artrock. Auf textlicher Ebene eröffnet sich ein breites Spektrum zwischen pessimistischen und frohgemuten Stimmungen, so enthält bereits das erste Stück Five Years die Ankündigung eines baldigen Weltuntergangs durch eine unbestimmte Naturkatastrophe, während Starman von Ziggys Optimismus über die baldige Errettung berichtet.
Zahlreiche Songs von David Bowie sind Hommagen an seine musikalischen Vorbilder. Häufig werden bestimmte Motive oder Akkordfolgen übernommen und in eine Glam-Rock-Attitüde übertragen. Star beginnt ähnlich wie Pinball Wizard von The Whos Rockoper Tommy, Suffragette City zeigt sich dagegen vom Surfrock beeinflusst, wie ihn etwa die Beach Boys spielten. Ziggys Traumvorstellung in Star wird mit einem vorausdeutenden „just watch me now“ ausgeleitet, eine Anspielung auf eine Zeile aus Sweet Jane von The Velvet Underground. Starman, die Singleauskopplung des Albums, wurde als Kreuzung von Mod-Kultur und Somewhere Over the Rainbow beschrieben (Jim Bickhart, Phonograph Record Magazine, Juli 1972). Soul Love macht innovativ Gebrauch von einem jazzigen Saxophon.

## Handlung
Die fragmentartige Form des Werks lässt Spielraum für Interpretationen, deswegen ist die nachfolgende Inhaltsangabe nicht als definitiv zu erachten. Die verbreitete Annahme, dass Ziggy Stardust ein Marsianer sei, wurde anscheinend in einer Ausarbeitung von Bowie zu einer möglichen späteren Theateraufführung (Ziggy cosmology) abgelehnt. Demnach sei er selbst Mensch und sehe lediglich Außerirdische im Traum.
Bevor Ziggy in das Geschehen eintritt, kündigt Five Years den Untergang der Menschheit durch eine unbestimmte Naturkatastrophe in fünf Jahren an. Soul love befasst sich mit verschiedenen Arten von Liebe, insbesondere mit „soul love“ als religiöser, anbetungsvoller Liebe. Daneben stehen „stone love“ als Liebe für das Vergangene, „new love“ als romantische, lustvolle Liebe und „idiot love“ als schmerzhafte, ausgeartete Liebe. Moonage Daydream führt schließlich Ziggy ein, sein Schicksal als Rock-’n’-Roll-Messias und vollkommener Statthalter der soul love werden angedeutet. In Starman – ein Song, den Ziggy schreibt, nachdem er im Traum selbst Kontakt zu Außerirdischen gehabt hat – sendet ein Außerirdischer über Radio eine Botschaft an die Jugend auf der Erde, er verspricht baldige Erlösung und kündigt dabei ein behutsames Vorgehen an. It ain’t easy, das einzige Stück, das nicht von Bowie, sondern von Ron Davies geschrieben wurde, befasst sich mit den Startschwierigkeiten einer Rockstar-Karriere.
Die zweite Seite der LP wird eröffnet von Lady Stardust, Bowies Hommage an seinen Freund Marc Bolan, in der Ziggys androgynes Auftreten aus der Perspektive eines schwärmerischen Fans beschrieben wird. Star enthält (nur andeutungsweise) Ziggys Idee oder Absicht, als Rockstar auch an der Veränderung der Welt mitzuwirken. Daran geknüpft ist Hang on to yourself als Schilderung der tatsächlichen Verhältnisse: Nach ihren Anfängen auf gestohlenen Instrumenten loten Ziggy und seine Band die Extreme aus und verlieren allmählich den Boden unter den Füßen. Ziggy Stardust fasst Ziggys Entwicklung aus Sicht eines Bandmitglieds zusammen und kündigt in der letzten Zeile die Auflösung der Band an. Der bevorstehende Abstieg wird durch zwei Todesvisionen angedeutet, die Ziggys Hang zur Selbstzerstörung beleuchten. In Suffragette City werden die gutgemeinten Ratschläge eines wahren Freundes ignoriert, bevor das Album mit Ziggys Ende als gebrochenem Rockstar in Rock ’n’ Roll Suicide abgeschlossen wird.

## Titelliste
Bis auf It Ain’t Easy stammen alle Songs aus der Feder von David Bowie.
A-Seite
1. Five Years – 4:42
2. Soul Love – 3:33
3. Moonage Daydream – 4:37
4. Starman – 4:16
5. It Ain’t Easy (Ron Davies) – 2:57
B-Seite
6. Lady Stardust – 3:21
7. Star – 2:47
8. Hang on to Yourself – 2:38
9. Ziggy Stardust – 3:13
10. Suffragette City – 3:25
11. Rock'n'Roll Suicide – 2:59
Bonustitel
12. John, I’m Only Dancing (Previously Unreleased Mix) – 2:43
13. Velvet Goldmine (Single B-Side) – 3:09
14. Sweet Head (Previously Unreleased Track) – 4:14
15. Ziggy Stardust (Previously Unreleased Original Demo) – 2:35
16. Lady Stardust (Previously Unreleased Original Demo) – 3:35

## Neuveröffentlichungen
The Rise and Fall of Ziggy Stardust wurde mehrmals als CD wiederveröffentlicht: Zunächst 1984 bei RCA, dann 1990 bei Rykodisc/EMI mit fünf Bonustracks und 1999 bei EMI/Virgin, in der gleichen Zeit wie der weitere Backkatalog Bowies, als 96-kHz/24-Bit-Remaster ohne Bonustracks. Die 30th Anniversary Edition auf zwei CDs mit der remasterten Version und zusätzlichem Bonusmaterial erschien 2002. Die remasterte Fassung ist weiterhin die Basis einer SACD-Version, die sowohl Stereo- als auch 5.1-Mixe in 96 kHz/24 Bit enthält. Die 30th Anniversary Edition erschien in geringer Auflage und ist inzwischen ein begehrtes Sammlerstück.
Am 14. Juni 2024 soll das Boxset Rock ’n’ Roll Star erscheinen. Es enthält das Album und Bonusmaterial auf 5 CDs. Auf Blu-ray Disc liegt The Rise and Fall of Ziggy Stardust in 5.1-Raumklang und 96-kHz/24-Bit-Audioqualität bei.

## Rezeption

### Einfluss auf Rock und Pop
Einflüsse auf Rock- und Popmusik sind weit gestreut: Reggae-Ikone Bob Marley zeigte sich angeblich so angetan von Bowies Figur, dass er seinem Sohn David den Spitznamen Ziggy gab, unter dem fortan auch dessen Alben erschienen. Die Punkrock-Anarchisten Crass benannten sich nach der Textzeile „The kids was [sic] just crass“ aus dem Titelstück des Albums. Mobys Album von 2005 enthält mit Spiders eine Hommage an Bowie. In Wes Andersons Film Die Tiefseetaucher spielt Seu Jorge einen brasilianischen Seemann mit Gitarre, der mehrere Songs von Ziggy Stardust und weiterer Bowie-Alben auf Portugiesisch singt. The Smashing Pumpkins texteten 2000 auf MACHINA II/The Friends & Enemies of Modern Music: „He likes his loud guitars/And his spiders from Mars“. Nina Hagens Auftreten zeigt sich von Ziggy Stardust inspiriert, zudem hat sie eine Coverversion des Titelstücks aufgenommen. Elton John zollte Bowie 1973 seinen Tribut mit dem Song Bennie and the Jets auf dem Album Goodbye Yellow Brick Road, der offensichtlich eine Hommage an Ziggy Stardust und dessen Spiders ist.
Auch Shock-Rocker Marilyn Manson räumt offen einen deutlichen Einfluss durch Ziggy Stardust ein. Besonders deutlich wird dies seinem Glitter-Rock-Opus Mechanical Animals, ein Album, das ästhetische Gemeinsamkeiten zu Ziggy Stardust und Aladdin Sane aufweist. Bereits die Plotline des früheren Albums Antichrist Superstar verläuft nach einem ähnlichen Aufstiegs- und Niedergangs-Muster wie Ziggy Stardust und die Stücke Minute of Decay und Man That You Fear nehmen musikalische Elemente aus Bowies Schaffen auf.

### Rezensionen
Das Magazin Rolling Stone wählte The Rise and Fall of Ziggy Stardust and the Spiders from Mars 2003 auf Platz 35 und 2020 auf Platz 40 der 500 besten Alben aller Zeiten. Ziggy Stardust erreichte 2004 Platz 282 der 500 besten Songs aller Zeiten.
In der Aufstellung der 500 besten Alben aller Zeiten des New Musical Express belegt es Platz 23.
Pitchfork führt es auf Platz 81 der 100 besten Alben der 1970er Jahre.
Uncut wählte The Rise and Fall of Ziggy Stardust auf Platz 12 der 200 besten Alben aller Zeiten.
Time nahm es in die Auswahl der 100 wichtigsten Alben auf.
Das Album wurde 1999 in die Grammy Hall of Fame aufgenommen.
In Band 1 seiner Buchreihe Rock beschreibt das Magazin eclipsed das Album als das „konzeptloseste Konzeptalbum [...] mit verführerischem Songpotpourri [...] und beseelten Performances“ (Steven Thomson, Sacha Seiler: Rock – Das Gesamtwerk der größten Rock-Acts im Check: alle Alben, alle Songs (Teil 1)) und vergibt für das Werk die höchste Kategorie Kaufrausch. Das Album landet in der Gesamtschau aller Bowie-Alben in dieser Publikation auf Platz 1.
The Rise and Fall of Ziggy Stardust and the Spiders from Mars gehört zu den 1001 Albums You Must Hear Before You Die.

## Kommerzieller Erfolg

### Chartplatzierungen
The Rise and Fall of Ziggy Stardust and the Spiders from Mars erreichte die Charts der deutschsprachigen Länder erstmals nach Bowies Tod 2016.
| ChartsChartplatzierungen       | Höchstplatzierung | Wochen |
| ------------------------------ | ----------------- | ------ |
| Deutschland (GfK)              | 12 (1 Wo.)        | 1      |
| Österreich (Ö3)                | 21 (1 Wo.)        | 1      |
| Schweiz (IFPI)                 | 21 (4 Wo.)        | 4      |
| Vereinigte Staaten (Billboard) | 21 (89 Wo.)       | 89     |
| Vereinigtes Königreich (OCC)   | 5 (202 Wo.)       | 202    |

### Auszeichnungen für Musikverkäufe
Das Album wurde am 25. Januar 1973 in Großbritannien mit Gold und Platin sowie am 29. September 2017 mit Doppelplatin ausgezeichnet. Am 12. Juni 1974 erhielt es Gold in den Vereinigten Staaten.
| Land/Region                  | Auszeichnungen für Musikverkäufe (Land/Region, Auszeichnung, Verkäufe) | Verkäufe  |
| ---------------------------- | ---------------------------------------------------------------------- | --------- |
| Dänemark (IFPI)              | Gold                                                                   | 10.000    |
| Italien (FIMI)               | Platin                                                                 | 50.000    |
| Neuseeland (RMNZ)            | Gold                                                                   | 7.500     |
| Vereinigte Staaten (RIAA)    | Gold                                                                   | 500.000   |
| Vereinigtes Königreich (BPI) | Platin (RCA Records) · + 2× Platin (Parlophone)                        | 1.000.000 |
| Insgesamt                    | 3× Gold · 4× Platin ·                                                  | 1.567.500 |

Hauptartikel: David Bowie/Auszeichnungen für Musikverkäufe

## Kunstwerke
„Fünf Jahre“ ist ein am 8. Januar 2018 erstmals hergestelltes Kunstobjekt des deutschen Künstlers Roland Eugen Beiküfner als Multiple in einer Auflage von fünf limitierten Einzelexemplaren in fünf aufeinander folgenden Jahren. Bestehend aus einer Vitrine, einem Nothammer, der Musik-CD „The Rise and the Fall of Ziggy Stardust an the Spiders from Mars“ von David Bowie und einem Teil einer Bambus-Stange mit einer Inschrift „Fünf Jahre vor dem Weltuntergang bitte öffnen“. Bei der Eröffnung der Ausstellung „Treibgut“ im Markt Feucht sagte der Künstler dazu: „Meine Objekte sind nicht aktuell, sondern wirklich akut.“ Das Multiple mit der Nummer 1 vom 8. Januar 2018 befindet sich in der Sammlung Erhard Witzel im Quadrart Dornbirn in Dornbirn. Die Nummer 2 aus dem Jahr 2019 in der Galerie Al Dente in der Sammlung von Kathrin Koll in Schwarzenbruck. Die Nummer 3 aus dem Jahr 2020 befindet sich in der Sammlung von Sabine und Ulrich Amon in Eschenbach (Pommelsbrunn). Die Nummer 4 befindet sich in der Sammlung von Wolfgang Friedrich in Rehhof (Nürnberg). Die Nummer 5 befindet sich in der Sammlung von Miriam Elisa Dorothee Beiküfner in Nürnberg Laufamholz.